# 瑪拉里南
瑪拉里南（阿美語：Mararinag），是台灣阿美族馬太鞍部落神話中的火神，也是地震的源頭之一。

## 身世與職責
瑪拉里南是神族系譜中的第四代神靈，他的父親是月亮阿納費耀（Anavejau）、母親是太陽米哈色勒（Meahsele）。他在死後變成了火，成為火神，同時因為他在神話中居於地底、且是地震的源頭之一，所以他也是岩漿、火山之神，只要他一嘆氣，就會引起火山爆發。

## 神話
傳說中在創造世界之後，因為地底女神Iya經常會不管職責而陷入沉睡，所以瑪拉里南的叔叔洛巴拉奧把他和他的姊妹瑪里莉（Maliplip）、以及第五代神靈之一的瑪達勒勒（Matalelel）和阿盧西亞普（Alutsiap）派往地底，在Iya的下面搖動她讓她醒來，特別是春季和秋季。
而也因為他們搖動Iya，造成了地震。